# Strövelstorps kyrka
Strövelstorps kyrka är en kyrkobyggnad i Strövelstorp. Den tillhör Strövelstorps församling i Lunds stift.

## Kyrkobyggnaden
Nuvarande stenkyrka uppfördes omkring år 1200 och kan ha föregåtts av en träkyrka. Under 1400-talet slogs valven och ett vapenhus byggdes till i söder. Sannolikt tillkom även kyrktornet vid samma tid. 1750 byggde man till en korsarm på norra sidan och 1846 byggdes en korsarm till på södra sidan. Sistnämnda tillbyggnaden leddes av professor Carl Georg Brunius. Vid en ombyggnad 1894 fick det tresidiga koret sin nuvarande utformning.

## Inventarier
- Den nuvarande altartavlan från 1828 målades av historiemålaren Alexander Malmqvist, som gjorde en kopia av altartavlan i Kungsholms kyrka i Stockholm.
- En kalvariegrupp är från senare delen av 1400-talet.
- Dopfunten är huggen år 1927 i kalksten från Ignaberga och är en kopia av en funt i Tikøb Kirke på Själland.
- Predikstolen av trä är tillverkad år 1894 efter ritningar av arkitekt O. Andersson. Från början fanns ett ljudtak som togs bort år 1938.

### Orgel
- 1821 byggde Strand, Stockholm en orgel med 9 stämmor. Den flyttades 1888 till Västra Broby kyrka.
- 1887 byggde Knud Olsen, Köpenhamn en orgel med 8 stämmor.
- 1911 byggde Johannes Magnusson, Göteborg en orgel. Den omändrades 1938 av Bo Wedrup, Uppsala och hade då 20 stämmor.
- Den nuvarande orgeln byggdes 1961 av Frederiksborgs Orgelbyggeri, Hilleröd, Danmark och är en mekanisk orgel.

| Huvudverk I    | Svällverk II      | Pedal            | Koppel |
| Quintatön 16´  | Rörflöjt 8´       | Subbas 16´       | I/P    |
| Principal 8´   | Principal 4'      | Prestantbas 8´   | II/P   |
| Gedakt 8'      | Gedaktflöjt 4'    | Koralbas 4' + 1' | II/I   |
| Oktav 4'       | Gemshorn 2'       | Trumpet 16'      |        |
| Mixtur 3-4 kor | Scharf 2 kor      |                  |        |
|                | Krumhorn 8'       |                  |        |
|                | Crescendosvällare |                  |        |

## Bildgalleri

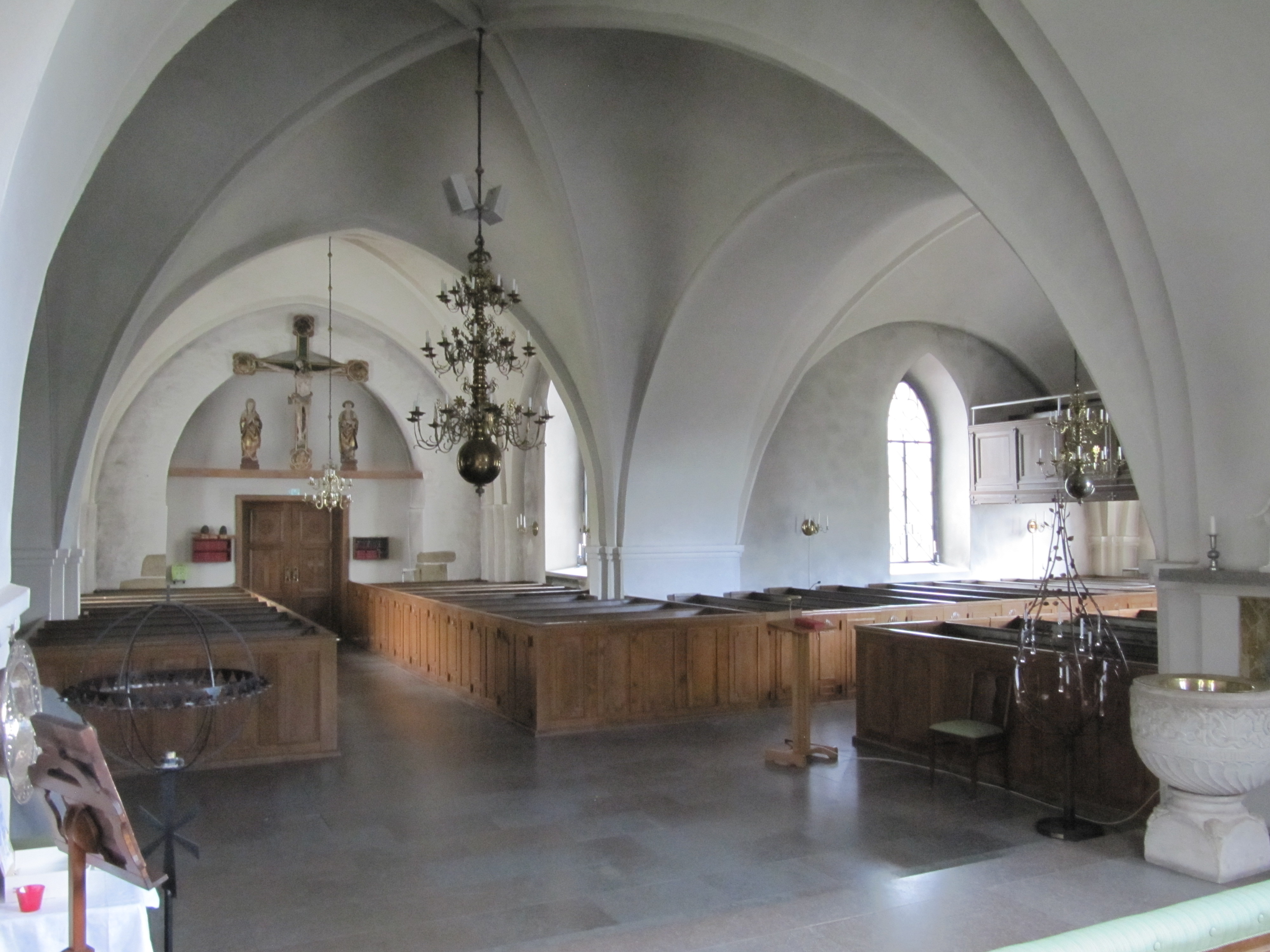
Kyrkorum mot norr och väster
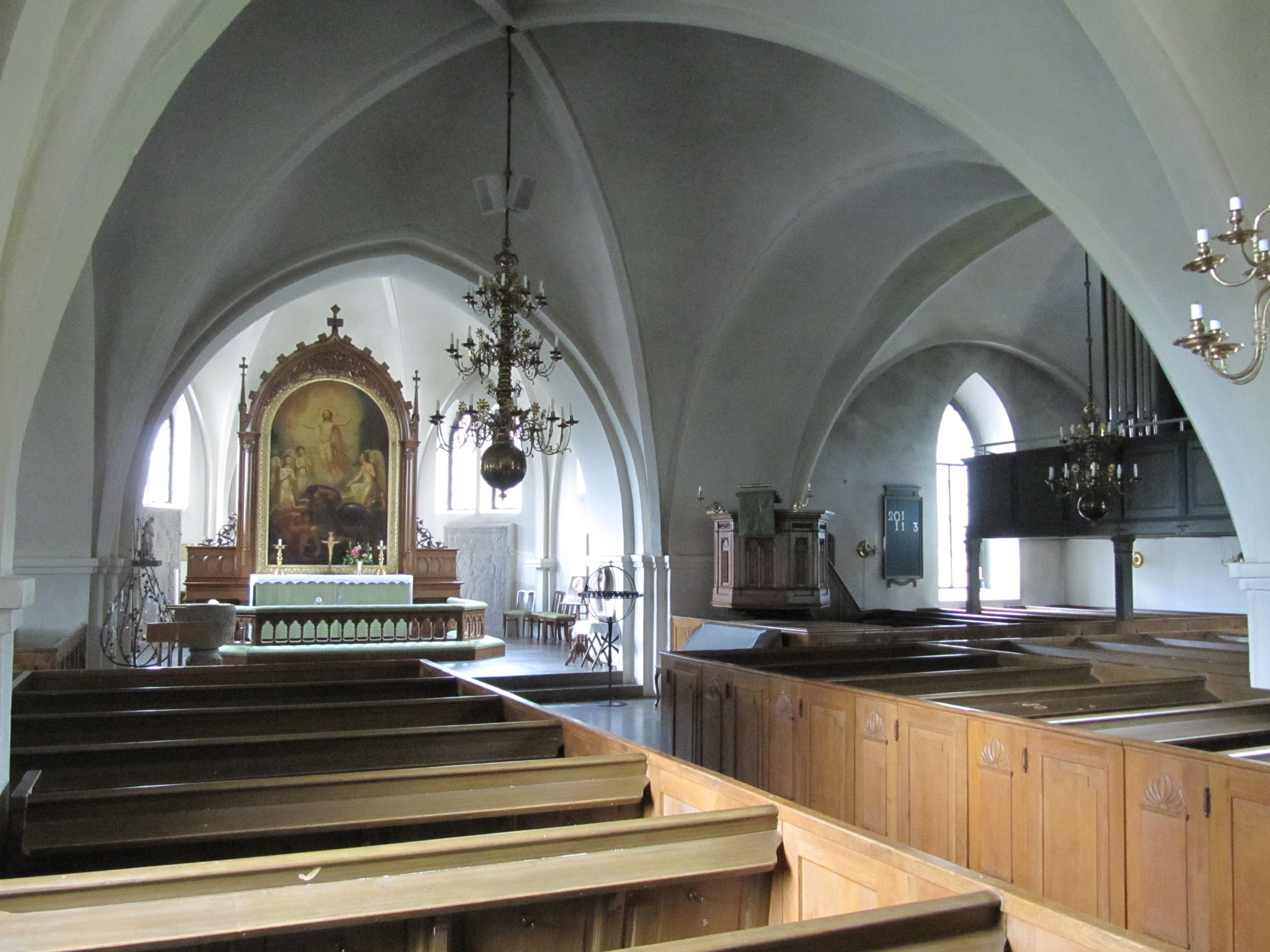
Kyrkorum mot söder och öster
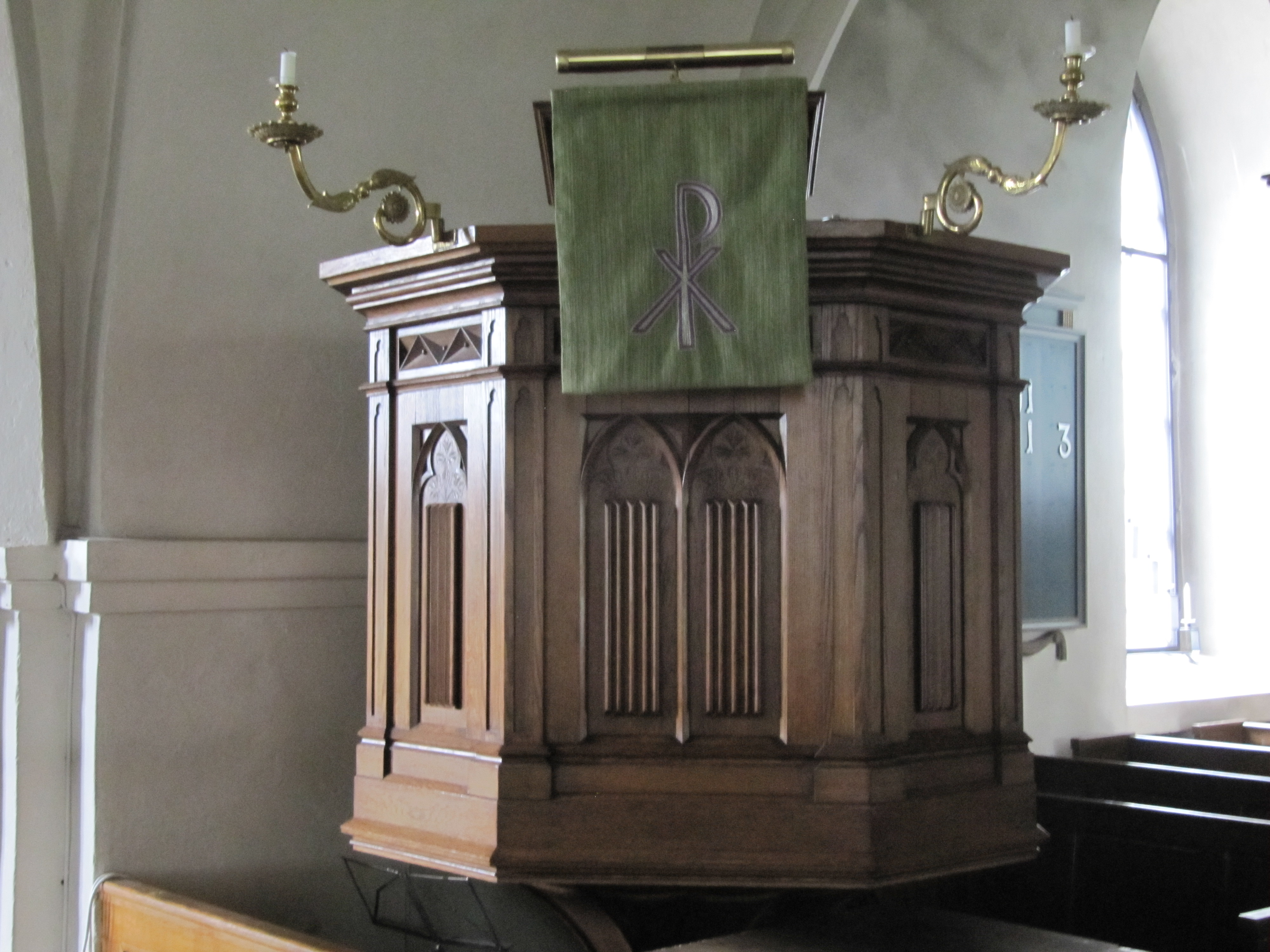
Predikstol
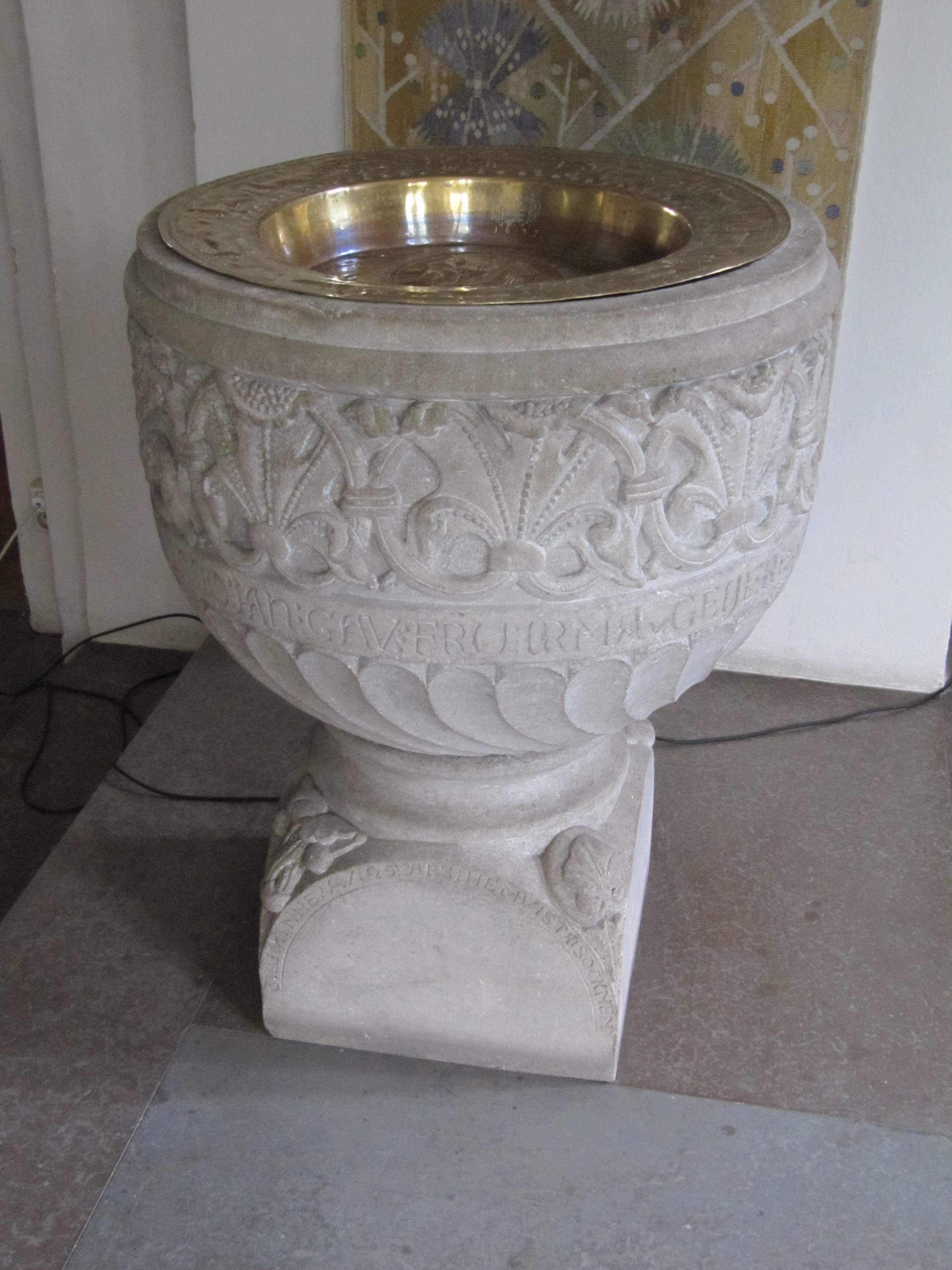
Dopfunt
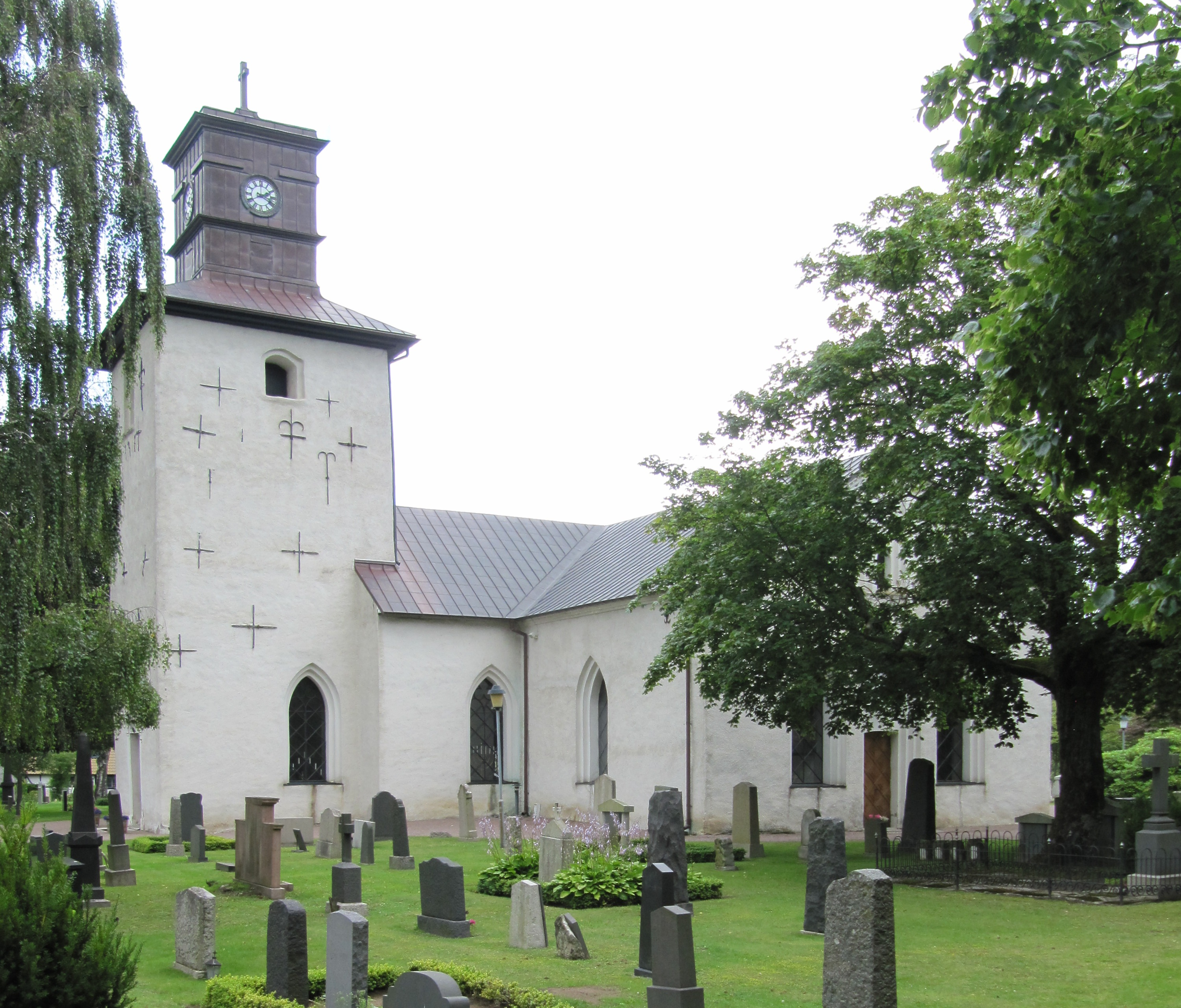
Kyrkan från söder